# Mariefred
Mariefred ist ein Ort (tätort) in der schwedischen Provinz Södermanlands län und der historischen Provinz Södermanland. Er liegt etwa eine Autostunde südwestlich von Stockholm in der Gemeinde Strängnäs.

## Geschichte
Der Ort erhielt seinen Namen von dem 1493 gegründeten Kartäuserkloster Mariefred, auf dessen Grundmauern im 17. Jahrhundert die heutige Dorfkirche errichtet wurde.
An der Gripsholmbucht des Mälaren gelegen, befindet sich das 1537 unter Gustav Wasa erbaute Schloss Gripsholm, das die Staatliche Schwedische Porträtsammlung mit etwa 2.000 Exponaten beherbergt. Seit 1991 finden dort „mittelalterliche [richtig: frühneuzeitliche] Turnierspiele“ statt, wie sie hier vor über 250 Jahren abgehalten wurden. Am Ortsrand liegt seit 400 Jahren das „Värdshus“, das als Schwedens ältestes Gasthaus gilt. Am Weg zum Schloss befinden sich zwei Runensteine mit Inschriften aus dem 11. Jahrhundert.
Auf dem Friedhof von Mariefred liegt das Grab Kurt Tucholskys (⊙), der 1929 aus Deutschland nach Schweden emigrierte. Dem war im Sommer 1929 ein fünfmonatiger Aufenthalt in der Nähe von Mariefred vorausgegangen, wo er den Stoff für seine 1931 erschienene „Sommergeschichte“ Schloss Gripsholm fand. Ebenfalls auf dem Friedhof erinnert eine „Estonia-Glocke“ als Mahnmal an den Untergang der Fähre „Estonia“ 1994.
Im Sommer bestehen täglich außer montags Schiffsverbindungen von und nach Stockholm durch den Dampfer Mariefred, der seit 1903 auf derselben Route verkehrt. Die Reisezeit beträgt etwa 3,5 Stunden, Anlegeplätze auf der Strecke sind Ekensberg und Sandviken auf der Halbinsel Enhörna nordwestlich von Södertälje. Der Dampfer unternimmt auch Ausflüge zum „Kuchenschloss“ Taxinge-Näsby.
Mariefred ist Ausgangspunkt der Östra Södermanlands Järnväg, einer 600-mm-Schmalspurbahn. Die Bahn ist die älteste Museumsbahn in Schweden.

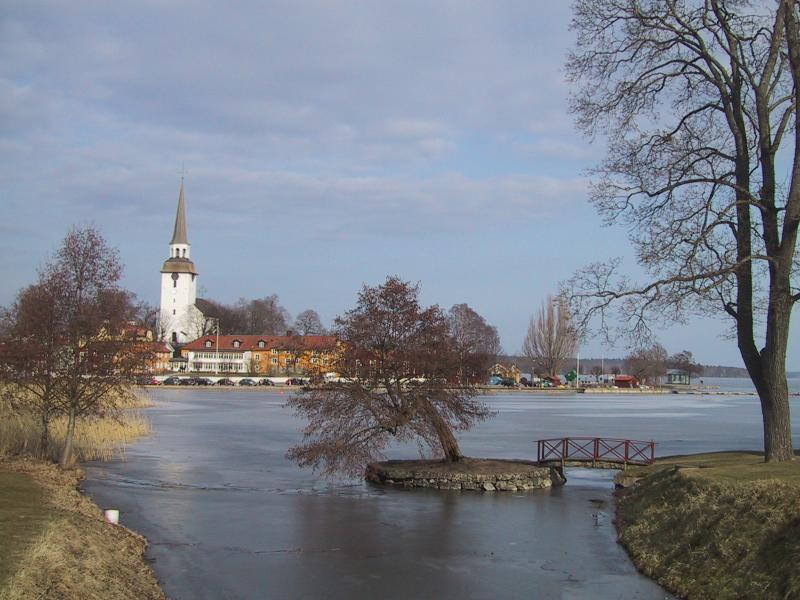
Ansicht von Mariefred
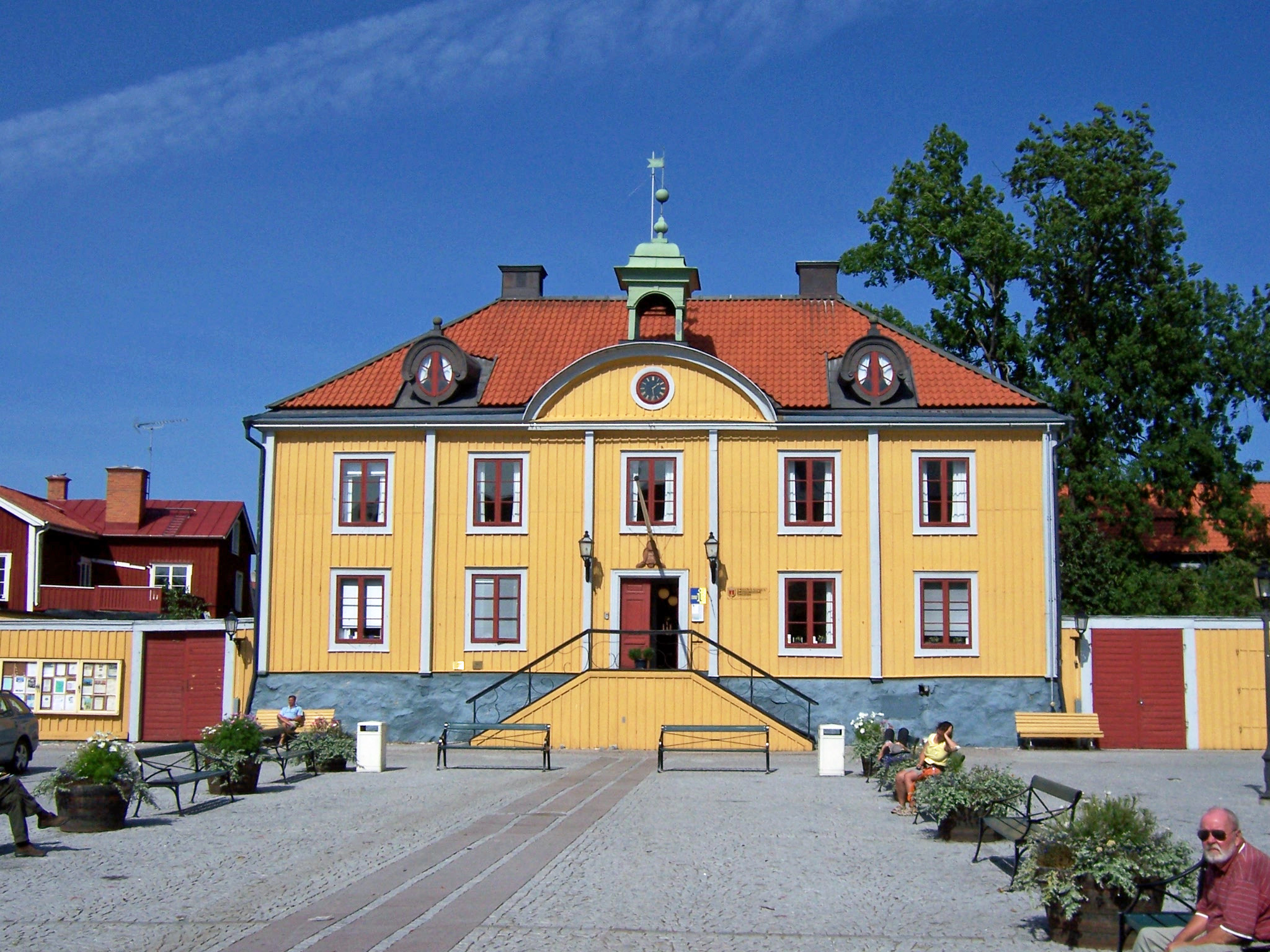
Rathaus von Mariefred
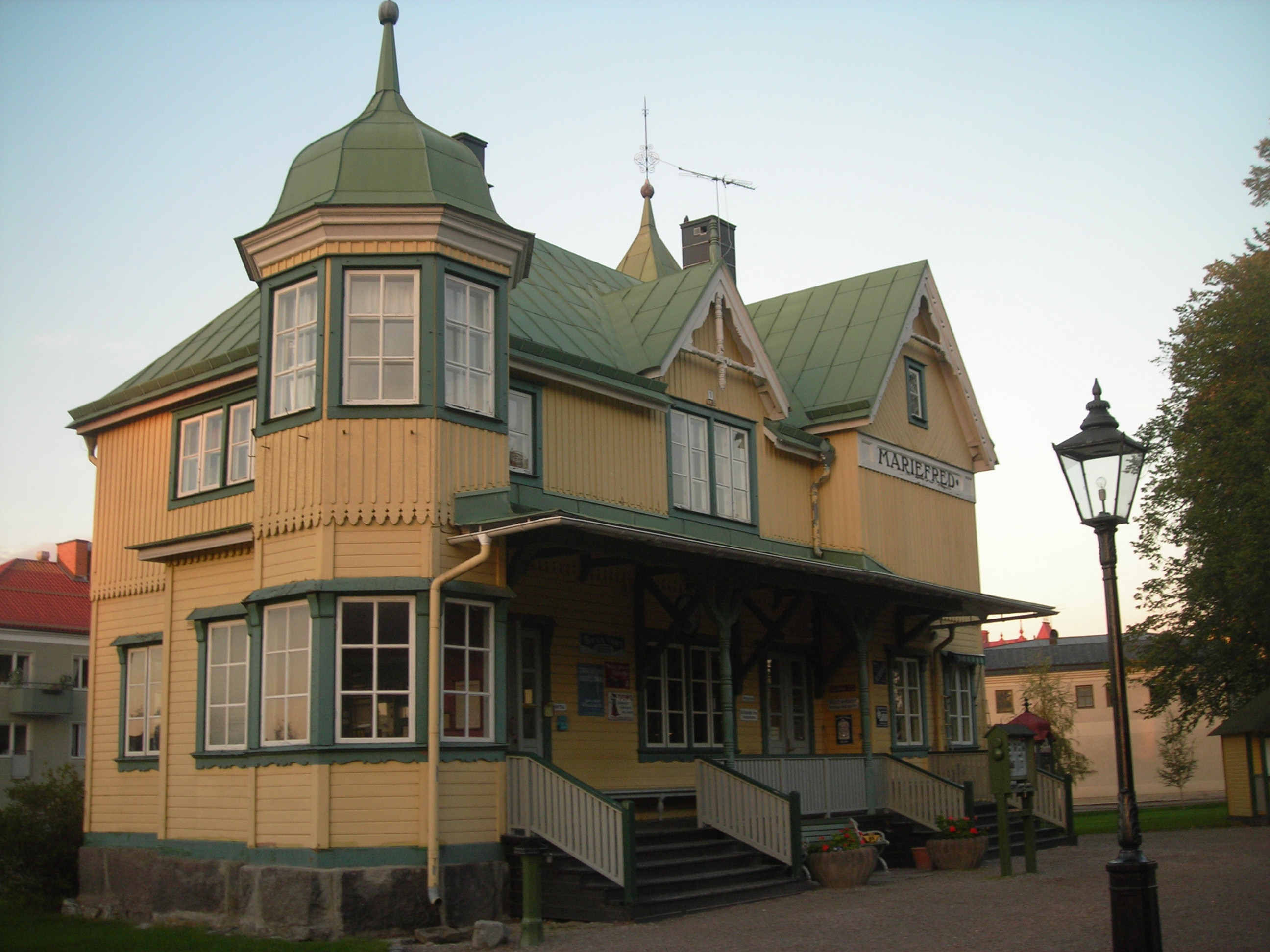
Bahnhof von Mariefred
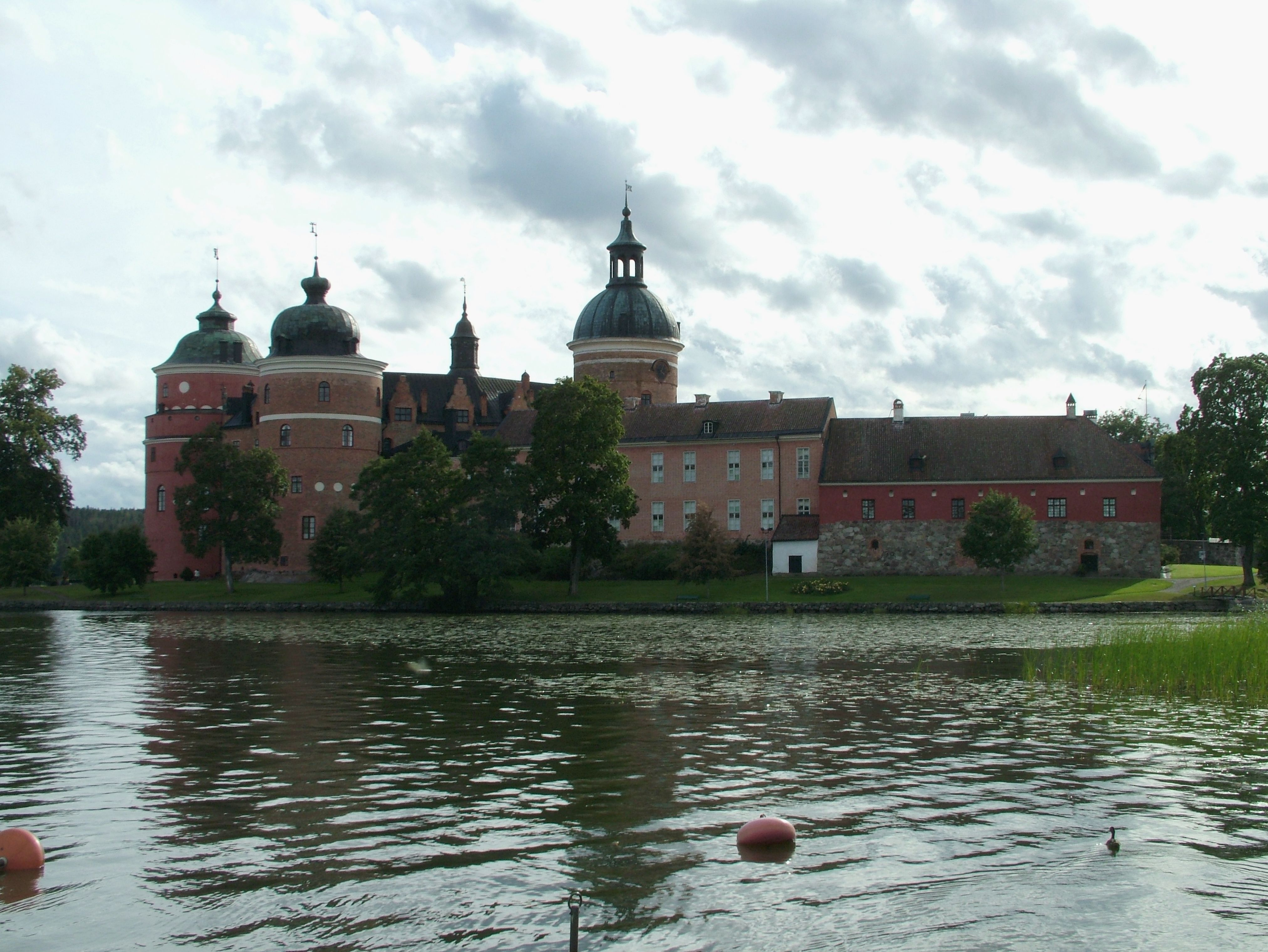
Schloss Gripsholm
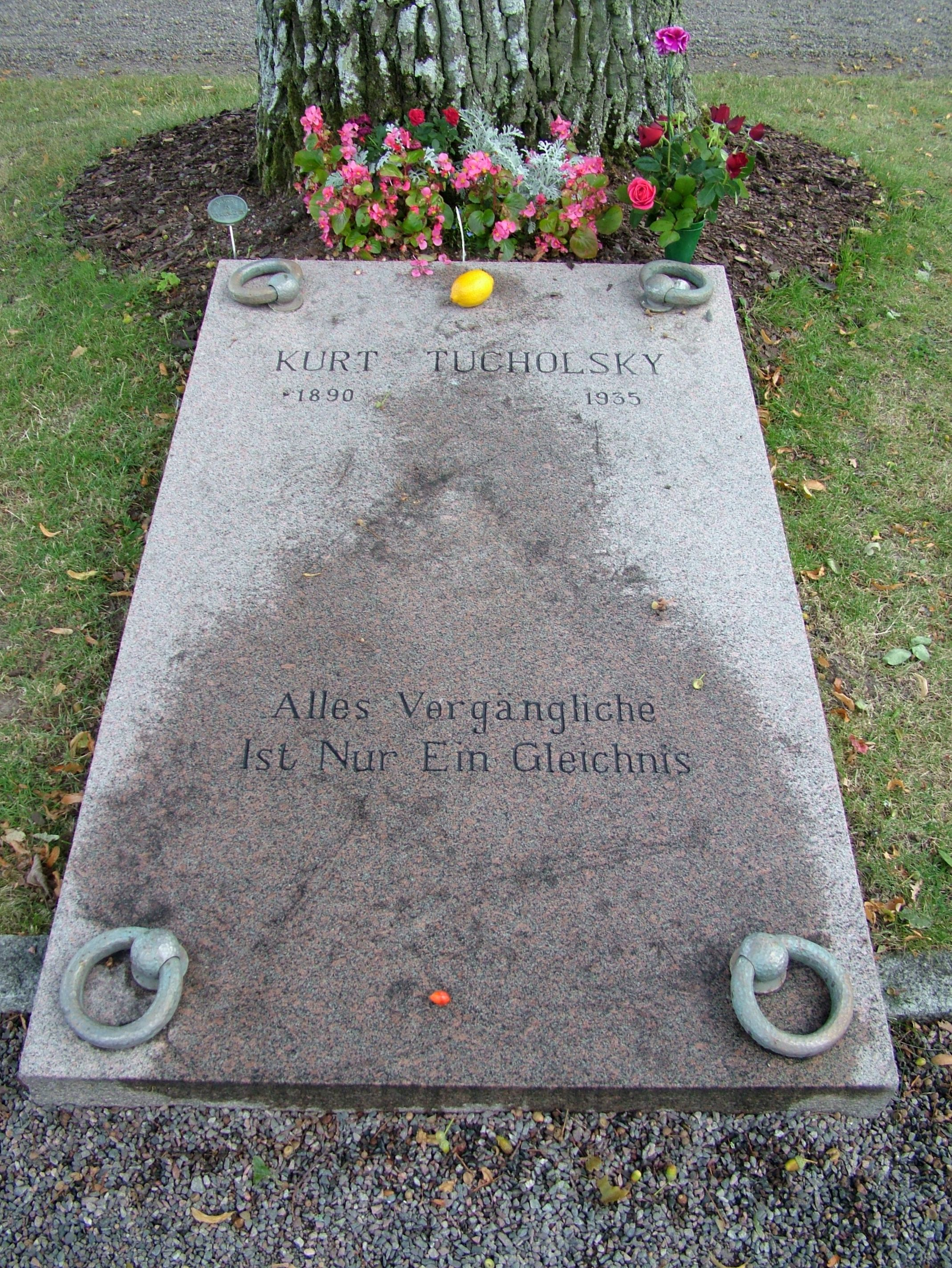
Grab Tucholskys
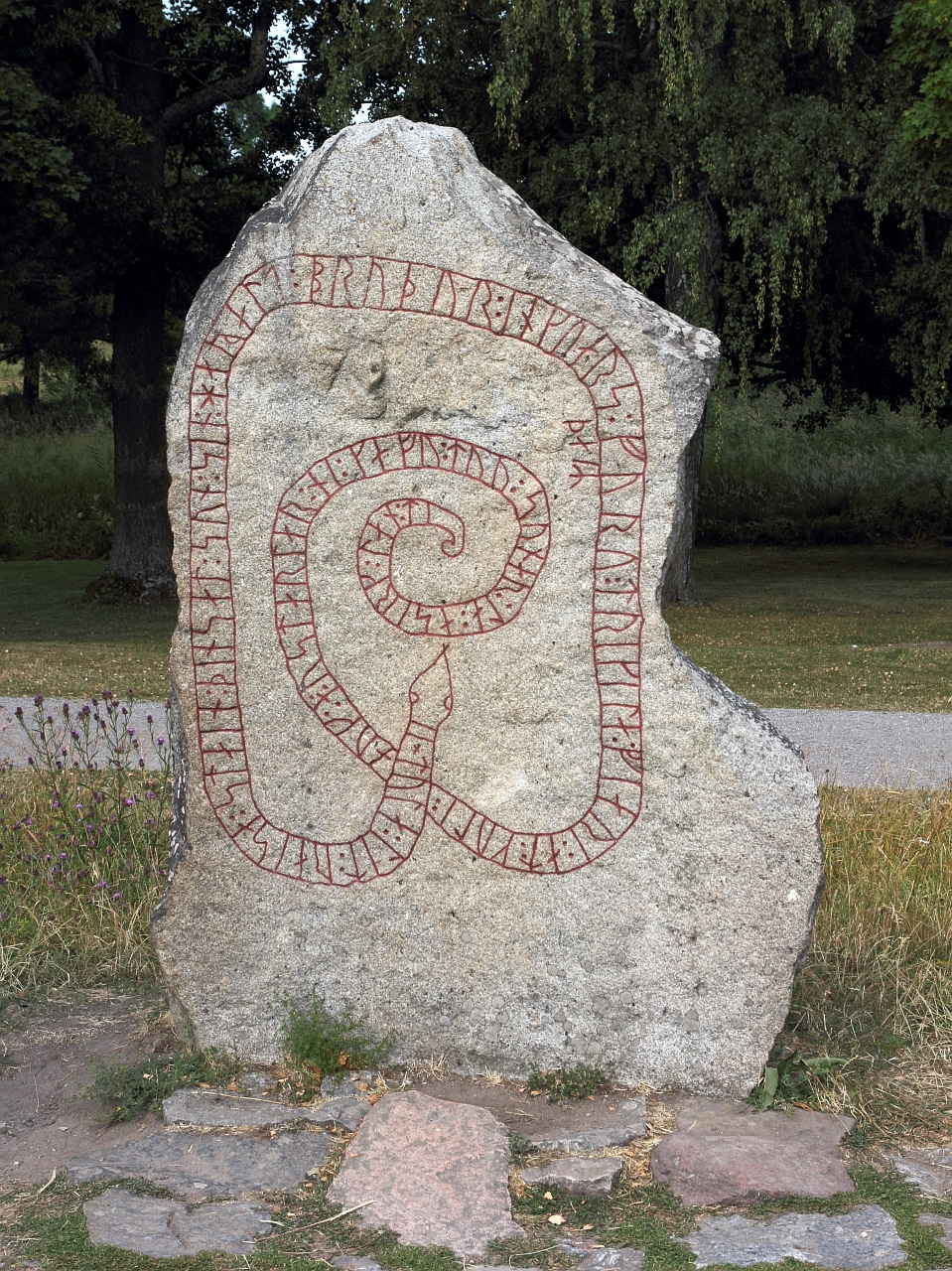
Runenstein 1 in Mariefred
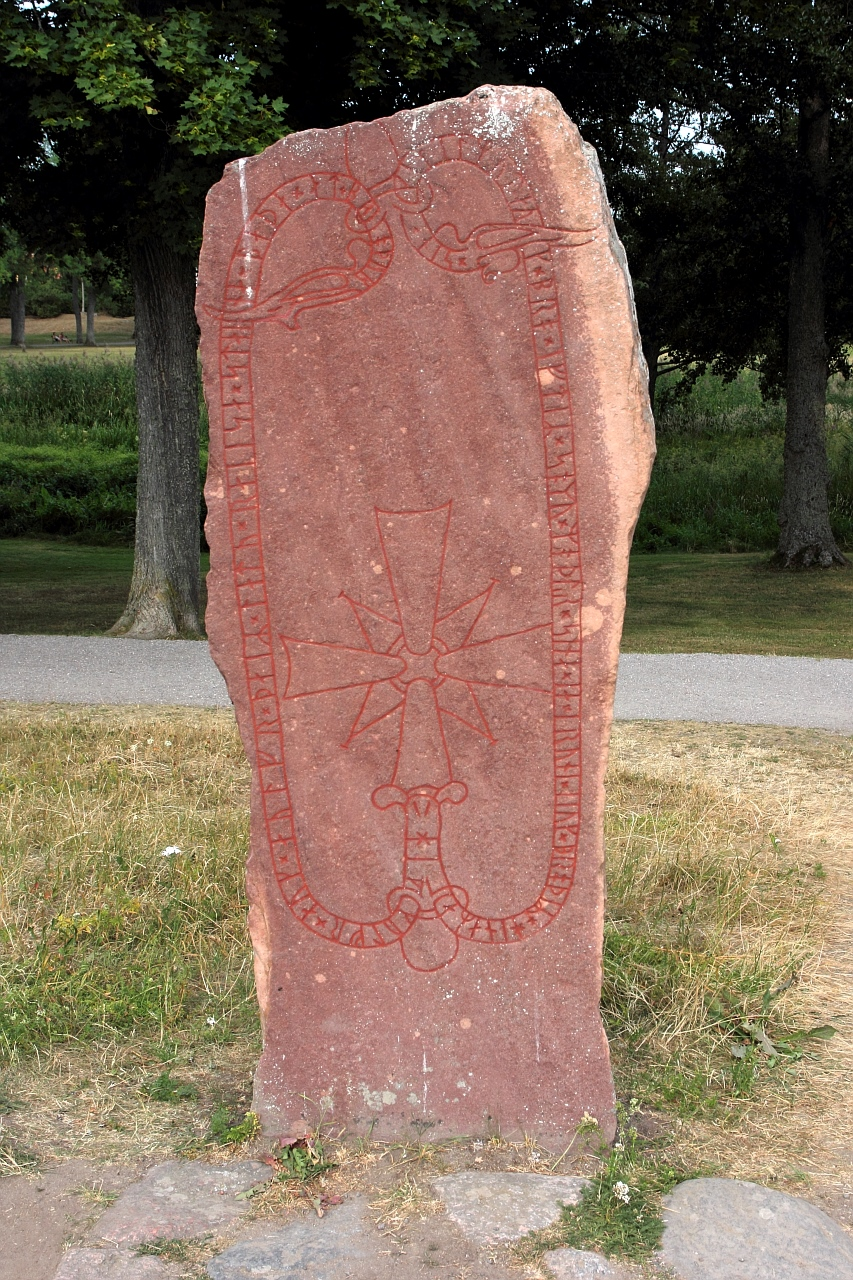
Runenstein 2 in Mariefred

## Persönlichkeiten
- Gustav Casimir Gahrliep von der Mühlen (1630–1717), Leibarzt Friedrichs I. (Preußen) und Entomologe
- Marie Birkl (* 1971), Snowboarderin
- Lisa Ekdahl (* 1971), Sängerin, aufgewachsen in Mariefred
- Mikael Samuelsson (* 1976), Eishockeyspieler